# Coelichneumon probator
Coelichneumon probator är en stekelart som beskrevs av Horstmann 2000. Coelichneumon probator ingår i släktet Coelichneumon och familjen brokparasitsteklar. Inga underarter finns listade i Catalogue of Life.